# 第14飛行隊 (陸上自衛隊)
第14飛行隊（だいじゅうよんひこうたい、JGSDF 14th Aviation unit）は、陸上自衛隊北徳島分屯地（徳島県板野郡松茂町：徳島飛行場）に駐屯する第14旅団隷下の航空科（ヘリコプター）部隊（旅団飛行隊）である。

## 概要
隊長は2等陸佐が充てられ、北徳島分屯地の分屯地司令を兼務し、四国地方への防衛警備・災害派遣などを担当し、人員物資の輸送や観測を任務とする。
第2混成団の第14旅団への改編に伴って、2010年（平成22年）3月26日に新編された部隊であり、四国への陸上自衛隊航空機部隊の配備はこれが初めてとなる。これまで四国方面の航空支援は中部方面航空隊（八尾駐屯地）が提供していた。

## 沿革
- 2009年（平成21年）3月：中部方面航空隊内に第14飛行隊編成準備隊を設置。

第14飛行隊
- 2010年（平成22年）
  - 3月26日：第14飛行隊が北徳島分屯地に新編。
  - 8月30日：小豆島で発生した山林火災に対する災害派遣活動。空中消火、状況偵察、空域統制を実施[1]（初の災害派遣）
- 2016年（平成28年）
  - 3月：配備されていたOH-6D（1機・251号機）が用途廃止で引退。
  - 4月：熊本震災に伴う外来航空機給油支援を実施。
- 2017年（平成29年）3月：配備されていたOH-6D全機（2機・310／299号機）が引退。これに伴いUH-1Jが増強配備される。
- 2018年（平成30年）3月：第14旅団が即応機動旅団に改編。機動旅団飛行隊として再編成完了となる。

## 部隊編成
保有する航空機は、輸送ヘリコプターUH-1J×4。人員約90名。
- 第14飛行隊本部
- 飛行班：UH-1J
- 整備班
- 通信班

車両表示は、「14飛」。

## 主要装備
- UH-1J
- 89式5.56mm小銃
- 5.56mm機関銃 MINIMI

※ OH-6Dは2017年（平成29年）3月で退役し、UH-1Jが2機増強された。